# Reithrodon auritus
Espèce
Statut de conservation UICN

 LC  : Préoccupation mineure
Reithrodon auritus est une espèce de rongeur de la famille des Cricétidés. On le rencontre en Argentine, au Chili, et en Uruguay.